# قائمة ملوك سردينيا
القائمة التالية تضم حكام سردينيا:

## الحكام القروسطيون الأوائل
- غوداس، 533–534، حاكم وندالي.
- أوسبيتوني، أواخر القرن السادس، حكم بارباجا فقط.

## ملوك سردينيا
تلقى خايمي الثاني ملك أراغون تفويضًا ملكيًا من البابا بونيفاتشي الثامن في 1297 ليصبح ملك سردينيا وكورسيكا. لم يسيطر الأراغونيون على الجزيرة فعليًا حتى 1323، بعد حملة عسكرية ناجحة ضد البيزانيين. إلا أن اللقب الملكي السرديني لم يمتلك خط توريث محدد، واستخدم كافة الملوك ترتيبهم حسب ألقابهم الرئيسية.

### الحكم الأراغوني المباشر 1323-1516
| الملك                           | صورة شخصية    | تاريخ الولادة                                                | الزيجات | تاريخ الوفاة                  |
| ------------------------------- | ------------- | ------------------------------------------------------------ | --- | ----------------------------- |
| خايمي الثاني 1323–1327          | خايمي الثاني  | 10 أغسطس 1267 فالنسيا ابن بيدرو الأول وكونستانس من صقلية     | إيزابيلا من قشتالة 1 ديسمبر 1291 لا أبناء بلانش من أنجو 29 أكتوبر 1295 10 أبناء ماري دي لوزنيان 15 يونيو 1315 لا أبناء إليسيندا دي مونتكادا 25 ديسمبر 1322 لا أبناء | 5 نوفمبر 1327 برشلونة بعمر 60 |
| ألفونسو الرابع 1327–1336        | ألفونسو الأول | 1299 نابولي ابن خايمي الثاني وبلانش من أنجو                  | تيريزا دي إنتينزا 1314 7 أبناء إليانور من قشتالة ابنان | 27 يناير 1336 برشلونة بعمر 37 |
| بيدرو الرابع 1336–1387          | بيدرو الرابع  | 5 أكتوبر 1319 بالاغوار ابن ألفونسو الرابع وتيريزا دي إنتينزا | ماريا من نابارة 1338 ابنان إليانور من البرتغال 1347 لا أبناء إليانور من صقلية 4 أبناء                                                                               | 5 يناير 1387 برشلونة بعمر 68  |
| خوان الأول ملك أراغون 1387–1396 | خوان الأول    | 27 ديسمبر 1350 بيربينيا ابن بيدرو الرابع وإليانور من صقلية   | مارثا من أرمانياك ابن وحيد يولاندا من بار 3 أبناء | 19 مايو 1396 فويكسا بعمر 46   |
| مارتن الأول 1396–1410           | مارتن الأول   | 1356 جيرونا ابن بيدرو الرابع وإليانور من صقلية               | ماريا من لونا 13 يونيو 1372 4 أبناء مارغاريتا من براديس 1409 لا أبناء                                                                                               | 31 مايو 1410 برشلونة بعمر 54  |

- 1410–1412 خلو العرش

| الملك                    | صورة شخصية     | تاريخ الولادة                                                                | الزيجات                                                                   | تاريخ الوفاة                      |
| ------------------------ | -------------- | ---------------------------------------------------------------------------- | ------------------------------------------------------------------------- | --------------------------------- |
| فرناندو الأول 1412–1416  | فرناندو الأول  | 27 نوفمبر 1380 ميدينا ديل كامبو ابن خوان الأول ملك قشتالة وإليانور من أراغون | إليانور من ألبوركويركي 1394 8 أبناء                                       | 2 أبريل 1416 إيغوالادا بعمر 36    |
| ألفونسو الخامس 1416–1458 | ألفونسو الخامس | 1396 ميدينا ديل كامبو ابن فرناندو الأول وإليانور من ألبوركويركي              | ماريا من قشتالة 1415 لا أبناء                                             | 27 يونيو 1458 نابولي بعمر 52      |
| خوان الثاني 1458–1479    | خوان الثاني    | 29 يونيو 1397 ميدينا ديل كامبو ابن فرناندو الأول وإليانور من ألبوركويركي     | بلانكا الأولى ملكة نافارا 6 نوفمبر 1419 4 أبناء خوانا إنريكس ابنان        | 20 يناير 1479 برشلونة بعمر 81     |
| فرناندو الثاني 1479–1516 | فرناندو الثاني | 10 مارس 1452 ابن خوان الثاني ملك أراغون وخوانا إنريكس                        | الملكة إيزابيلا الأولى 19 أكتوبر 1469 5 أبناء جيرمين من فوا 1505 لا أبناء | 23 يناير 1516 مادريغاليخو بعمر 54 |

### الحكم الإسباني المباشر 1516–1713
| الملك                   | صورة شخصية    | تاريخ الولادة                                                           | الزيجات | تاريخ الوفاة                          |
| ----------------------- | ------------- | ----------------------------------------------------------------------- | --- | ------------------------------------- |
| كارلوس الأول 1516–1554  | كارلوس الأول  | 24 فبراير 1500 خنت ابن فيليب الأول ملك قشتالة وخوانا الأولى             | إيزابيلا من البرتغال 10 مارس 1526 3 أبناء | 21 سبتمبر 1558 كواكوس دي يستي بعمر 58 |
| فيليب الثاني 1554–1598  | فيليب الثاني  | 21 مايو 1527 فايادوليذ ابن كارلوس الأول وإيزابيلا من البرتغال           | ماريا من البرتغال 1543 ابن وحيد ماري الأولى ملكة إنجلترا 1554 لا أبناء إليزابيث من فالوا 1559 ابنان آنا النمساوية ملكة إسبانيا 4 مايو 1570 5 أبناء | 13 سبتمبر 1598 مدريد بعمر 71          |
| فيليب الثالث 1598–1621  | فيليب الثالث  | 14 أبريل 1578 مدريد ابن فيليب الثاني وآنا النمساوية ملكة إسبانيا        | مارغريت من النمسا 18 أبريل 1599 5 أبناء | 31 مارس 1621 مدريد بعمر 42            |
| فيليب الرابع 1621–1665  | فيليب الرابع  | 8 أبريل 1605 فايادوليذ ابن فيليب الثالث وماغريت من النمسا               | إليزابيث دي بوربون 1615 7 أبناء ماريانا من النمسا 1649 5 أبناء                                                                                     | 17 سبتمبر 1665 مدريد بعمر 60          |
| كارلوس الثاني 1665–1700 | كارلوس الثاني | 6 نوفمبر 1661 مدريد ابن فيليب الرابع وماريانا من النمسا                 | ماريا لويزا من أورليان 19 نوفمبر 1679 لا أبناء ماريا آنا من نويبورغ 14 مايو 1690 لا أبناء                                                          | 1 نوفمبر 1700 مدريد بعمر 38           |
| فيليب الخامس 1700–1713  | فيليب الخامس  | 19 ديسمبر 1683 فرساي ابن لويس، دوفين فرنسا الأكبر وماريا آنا من بافاريا | ماريا لويزا من سافويا 2 نوفمبر 1701 4 أبناء إليزابيث من بارما 24 ديسمبر 1714 7 أبناء                                                               | 9 يوليو 1746 مدريد بعمر 62            |

بعد حرب الخلافة الإسبانية وبموجب معاهدة أوترخت سلمت سردينيا إلى النمسا.

### الحكم النمساوي المباشر 1713–1720
| الملك                            | صورة شخصية  | تاريخ الولادة                                                                                   | الزيجات                                                       | تاريخ الوفاة                 |
| -------------------------------- | ----------- | ----------------------------------------------------------------------------------------------- | ------------------------------------------------------------- | ---------------------------- |
| الإمبراطور كارل السادس 1713–1720 | كارل السادس | 1 أكتوبر 1685 فيينا ابن ليوبولد الأول الإمبراطور الروماني المقدس وإليونوره ماغدالينه من نيوبورغ | إليزابيث كريستين من براونشفايغ-فولفنبوتل 1 أغسطس 1708 4 أبناء | 20 أكتوبر 1740 فيينا بعمر 55 |

غزت القوات الإسبانية المملكة في 1718 خلال حرب التحالف الرباعي. تنازل الإمبراطور كارل السادس عنها لصالح دوق سافوي بموجب معاهدة لاهاي (1720).

### آل سافويا 1720-1946
حكم الملوك من آل سافوي من عاصمتهم تورينو في البر الرئيسي ولكنهم تلقبوا باللقب الأعلى الذي يحملونه (ملك سردينيا) مقارنة باللقب الأدنى (دوقات سافويا). إلا أن ترقيمهم استمر كما هو قبل توليهم عرش سردينيا. في 1861 تولى فيتوريو إيمانويلي الثاني عرش إيطاليا لكن ملوك إيطاليا احتفظوا بكامل ألقابهم السابقة.
| الملك                                                 | صورة شخصية               | تاريخ الولادة                                                                       | الزيجات                                                                                        | تاريخ الوفاة                        |
| ----------------------------------------------------- | ------------------------ | ----------------------------------------------------------------------------------- | ---------------------------------------------------------------------------------------------- | ----------------------------------- |
| فيتوريو أميديو الثاني 17 فبراير 1720 - 3 سبتمبر 1730  | فيتوريو أميديو الثاني    | 14 مايو 1666 تورينو ابن كارلو إيمانويلي الثاني دوق سافوي وماري جين من سافوي-نيمور   | آن ماري دي أورليان 10 أبريل 1684 6 أبناء                                                       | 31 أكتوبر 1732 مونكالييري بعمر 66   |
| كارلو إمانويلي الثالث 3 سبتمبر 1730 – 20 فبراير 1773  | كارلو إيمانويلي الثالث   | 27 أبريل 1701 تورينو ابن فيتوريو أميديو الثاني وآن ماري دي أورليان                  | آن كريستين من زولتسباخ ابن وحيد بوليكسينا هسن-روتنبورغ 6 أبناء إليزابيث تيريز من لورين 3 أبناء | 20 فبراير 1773 تورينو بعمر 72       |
| فيتوريو أميديو الثالث 20 فبراير 1773 – 16 أكتوبر 1796 | فيتوريو أميديو الثالث    | 26 يونيو 1726 تورينو ابن كارلو إمانويلي الثالث وبوليكسينا هسن-روتنبورغ              | ماريا أنطونيا فرناندا من إسبانيا 12 ابنًا                                                       | 16 أكتوبر 1796 مونكالييري بعمر 70   |
| كارلو إمانويلي الرابع 16 أكتوبر 1796 – 4 يونيو 1802   | كارلو إمانويلي الرابع    | 24 مايو 1751 تورينو ابن فيتوريو أميديو الثالث ماريا أنطونيا فرناندا من إسبانيا      | ماري كوتيلد من فرنسا 1775 لا أبناء                                                             | 6 أكتوبر 1819 روما بعمر 68          |
| فيتوريو إمانويلي الأول 4 يونيو 1802 – 12 مارس 1821    | فيتوريو إمانويلي الأول   | 24 يوليو 1759 تورينو ابن فيتوريو أميديو الثالث وماريا أنطونيا فرناندا من إسبانيا    | ماريا تيريزا من النمسا-إستي 21 أبريل 1789 7 أبناء                                              | 10 يناير 1824 مونكالييري بعمر 65    |
| كارلو فيليتشي 12 مارس 1821 – 27 أبريل 1831            | كارلو فيليتشي            | 6 أبريل 1765 تورينو ابن فيتوريو أميديو الثالث وماريا أنطونيا فرناندا من إسبانيا     | ماريا كريستينا من نابولي وصقلية 7 مارس 1807 لا أبناء                                           | 27 أبريل 1831 تورينو بعمر 66        |
| كارلو ألبيرتو 27 أبريل 1831 – 23 مارس 1849            | كارلو ألبيرتو            | 2 أكتوبر 1798 تورينو ابن كارلو إيمانويلي أمير كارينيانو وماريا كريستينا من ساكسونيا | ماريا تيريزا من النمسا 1817 3 أبناء                                                            | 28 يوليو 1849 بورتو بعمر 50         |
| فيتوريو إمانويلي الثاني 23 مارس 1849 – 9 يناير 1878   | فيتوريو إيمانويلي الثاني | 14 مارس 1820 تورينو ابن كارلو ألبيرتو وماريا تيريزا من النمسا                       | أديلايد من النمسا 1842 8 أبناء روزا فيرتشيلانا 1869 ابنان                                      | 9 يناير 1878 روما بعمر 57           |
| أومبيرتو الأول 9 يناير 1878–29 يوليو 1900             | أومبيرتو الأول           | 14 مارس 1844 تورينو ابن فيتوريو إمانويلي الثاني وأديلايد من النمسا                  | مرغيريتا سافويا 22 أبريل 1868 ابن وحيد                                                         | 29 يوليو 1900 مونزا بعمر 56 (اغتيل) |
| فيتوريو إيمانويلي الثالث 29 يوليو 1900–9 مايو 1946    | فيتوريو إيمانويلي الثالث | 11 نوفمبر 1869 نابولي ابن أومبيرتو الأول ومرغيريتا سافويا                           | إلينا دل مونتينيغرو 24 أكتوبر 1896 5 أبناء                                                     | 28 ديسمبر 1947 الإسكندرية بعمر 78   |
| أومبرتو الثاني 9 مايو 1946–2 يونيو 1946               | أومبرتو الثاني           | 15 سبتمبر 1904 راكونيجي ابن فيتوريو إيمانويلي الثالث وإلينا دل مونتينيغرو           | ماري جوزيه من بلجيكا 8 يناير 1930 4 أبناء                                                      | 18 مارس 1983 جنيف بعمر 78           |